# Sempronius Densus
Pour les articles homonymes, voir Sempronius et Densus.
Sempronius Densus était un centurion dans la garde prétorienne au Ier siècle. Il était garde du corps pour au service de l'empereur romain Galba et est retenu dans l'histoire pour son courage et sa loyauté pour sa défense solitaire de l'empereur contre ses compagnons de la garde prétorienne.

## Conspiration
Le 10 janvier 69, l'empereur Galba choisit son successeur et héritier à la direction de l'empire romain. Un des conseillers de Galba avait laissé Othon penser que celui-ci serait choisi, cependant Galba retient Pison Licinianus. Ce choix inattendu conduit Othon à conspirer pour les assassiner et à prendre le pouvoir avec l'appui des prétoriens.

## Assassinat de Galba et Pison
Le 15 janvier 69, Othon exécuta son plan. Galba et Pison traversaient le vieux forum transportés en litières lorsqu'ils furent agressés par des gardes prétoriens partisans d'Othon. De tous les soldats prétoriens présents avec l'empereur, seul Sempronius Densus demeura auprès de l'empereur pendant que ses collègues fuirent ou rejoignirent les renégats. Pendant que Pison fuit, Sempronius tente de rappeler aux prétoriens mutinés leur devoir puis en les affronte jusqu'à la mort.
À ce point, les sources diffèrent légèrement. Plutarque le nomme Sempronius Indistrus et le fait défendre Galba :

« Le centurion Sempronius Indistrus, qui n'avait jamais reçu aucun bienfait de Galba, sans autre motif que d'obéir à l'honneur et de respecter la loi, se met devant la litière de l'empereur, et, élevant une de des branches de vigne dont les centurions ont coutume de se servir pour châtier les soldats, il crie à ceux qui venaient sur Galba d'épargner l'empereur. Attaqué lui-même par les soldats, il met l'épée à la main, et se défend longtemps; mais enfin un coup qui lui coupa les jarrets l'ayant fait tomber. »

— Plutarque, Vie de Galba, 31.
Après que Sempronius fut défait, ses assassins se dirigèrent vers l'empereur et le tuèrent.
Tacite cependant décrit la mort de Galba comme arrivant en premier dans la chronologie, puis la défense de Pison par Sempronius avec son poignard, le pugio. Sempronius parvient à mettre Pison l'abri dans le temple de Vesta. D'autres soldats tirent Pison de cette cachette et le tuent.
Dion Cassius mentionne Sempronius lors de la mise à mort de Galba, et ne donne pas de précision sur celle de Pison :

« Un centurion, Sempronius Densus, après l'avoir défendu autant qu'il fut en son pouvoir, finit, car ses efforts furent inutiles, par succomber avec lui. »

— Dion Cassius, 64, 6.
Par contre Suétone qui rapporte aussi en détail la mort de Galba ne dit mot sur Sempronius.